# بوگدانوو
بوگدانوو (به لاتین: Bogdanovo) یک منطقهٔ مسکونی در روسیه است که در استان آرخانگلسک واقع شده‌است.